# Ute Fitz
Ute Fitz, geborene Ute Koska (* vor 1944) ist eine deutsche Schauspielerin und Souffleuse. 

## Leben
Sie wurde Anfang der 1980er Jahre durch ihre Rolle von Peter Lustigs guter Freundin Trude in der ZDF-Kinderserie Löwenzahn bekannt. Neben ihren Film- und Fernsehrollen hat sie vor allem als Theater-Souffleuse gearbeitet, unter anderem am Renaissance-Theater in Berlin.
Sie war bis zu seinem Tod 2013 mit dem deutschen Schauspieler Peter Fitz verheiratet. Das Paar hatte eine Tochter, Hendrikje Fitz (1961–2016), und einen Sohn, Florian Fitz (* 1967), die beide ebenfalls Schauspieler wurden. Ute Fitz lebt aktuell in Berlin.

## Filmografie
- 1976: Krawatten für Olympia
- 1977: Direktion City (Fernsehserie, 1 Folge als Frau Schulz)
- 1981–1984: Löwenzahn (Fernsehserie, als Trude)
- 1980: Valse Triste (Kurzfilm)
- 1981: Der Mann im Pyjama (als Helga)
- 1981: Nach Mitternacht (als Frau Breitwehr)
- 1981: Am Wannsee ist der Teufel los (Fernsehfilm)
- 1982: Kamikaze 1989
- 1982: Neues aus Uhlenbusch (Fernsehserie, 1 Folge)
- 1984: Neues aus Uhlenbusch – Ich hatte einen Traum (Fernsehfilm)
- 1990: Liebling Kreuzberg (Fernsehserie, 1 Folge als Wirtin Schmutzler)